# Смирнов, Андрей Васильевич (футболист)
Андрей Васильевич Смирнов (19 сентября 1962) — советский и российский футболист, играл на позиции полузащитника.

## Карьера
Воспитанник школы Комсомольска-на-Амуре. Профессиональную карьеру начал в 1979 году в «Амуре». В 1982 году перешёл в хабаровский СКА, за который провёл один матч в Кубке СССР. В 1983 году перешёл в «Океан». После распада СССР стал капитаном и лидером находкинского «Океана» в годы, проведенные в высшей лиге, в которой дебютировал 3 апреля 1992 года в выездном матче первого тура против московского «Локомотив» — вышел в стартовом составе, на 68-й минуте уступил место Михаилу Строганову. Один из главных любимцев находкинских болельщиков. Практически все свои матчи в эти года провёл в основном составе. Профессиональную карьеру завершил в 1994 году во владивостокском «Луче».